# National Telecommunications Commission
Die National Telecommunications Commission (NTC), Filipino Pambansang Komisyon sa Telekomunikasyon, deutsch „Nationale Telekommunikationskommission“, ist die staatliche Regulierungsbehörde, die für die Überwachung, Zuteilung und Kontrolle aller Telekommunikationsdienste sowie der Radio- und Fernsehsender auf den Philippinen verantwortlich ist.
Sie ist dem Ministerium für Informations- und Kommunikationstechnologie, englisch Department of Information and Communications Technology (DICT), unterstellt. Deutsches Pendant zur NTC ist die Bundesnetzagentur (BNetzA).
Der Hauptsitz der NTC befindet sich in Quezon City.